# Lauren Cox
Lauren Elizabeth Cox (ur. 20 kwietnia 1998 w Flower Mound) – amerykańska koszykarka, występująca na pozycji silnej skrzydłowej.
7 lutego 2023 zawarła kontrakt na czas obozu treningowego z Connecticut Sun. 1 czerwca 2023 została zwolniona. 

## Osiągnięcia
Stan na 23 czerwca 2023, na podstawie, o ile nie zaznaczono inaczej.

### NCAA
- Mistrzyni NCAA (2019)
- Uczestniczka rozgrywek:
  - Elite 8 turnieju NCAA (2017, 2019)
  - Sweet 16 turnieju NCAA (2017–2019)
- Koszykarka roku konferencji Big 12 (2020)
- Laureatka nagród:
  - Pat Summitt Most Courageous Award (2020)
  - NCAA Elite 90 Co-Award
  - seniorka roku Teksasu (2020)
- Defensywna zawodniczka roku Big 12 (2018, 2019)
- Najlepsza rezerwowa Big 12 (2017)
- Sportsmenka roku konferencji Big 12 (2019)
- Most Outstanding Player (MOP=MVP) turnieju regionalnego NCAA w Greensboro (2019)
- MVP Teksasu (2020)
- Zaliczona do:
  - I składu:
    - All-American (2020 przez USBWA, Associated Press, WBCA, kapitułę Woodena)
    - Big 12 (2018, 2019, 2020)
    - defensywnego Big 12 (2019, 2020)
    - najlepszych pierwszorocznych zawodniczek Big 12 (2017)
    - All-Texas (2020
    - Academic:
      - All-Big 12 (2018, 2019)
      - ALL-Big 12 Rookie Team (2017)

    - turnieju:
      - NCAA Final Four (2019)
      - NCAA (2019)
      - Big 12 (2018)
      - Junkanoo Jam (2018)

    - Cosida Academic All-American (2018)
    - III regionu NCAA (2018 przez WBCA)

  - II składu Cosida Academic All-American (2020)
  - III składu All-America (2019 przez USBWA, Associated Press)
  - składu:
    - honorable mention All-America (2018 przez WBCA, Associated Press, 2019 przez WBCA)
    - Big 12 Commissioner’s Honor Roll (zima 2016, wiosna 2017, jesień 2017, wiosna 2018, jesień 2018, wiosna 2019, jesień 2019)
- Zawodniczka kolejki konferencji Big 12 (27.11.2018)

### Drużynowe
- Mistrzyni Hiszpanii (2023)[6]
- Finalistka Superpucharu Hiszpanii (2022)[6]

### Indywidualne
- Liderka w blokach hiszpańskiej ligi LFB (2022, 2023 – 1,6[6])

### Reprezentacja

#### Seniorska
3x3
- Uczestniczka mistrzostw świata 3x3 (2022 – 7. miejsce)

#### Młodzieżowe
- Mistrzyni:
  - świata U–19 (2015)
  - świata U–17 (2014)
  - Ameryki U–18 (2016)
  - Ameryki U–16 (2013)
- MVP mistrzostw Ameryki U–18 (2016)
- Zaliczona do I składu mistrzostw Ameryki U–18 (2016)